# Vladimir Nikitin
Vladimir Olegovich Nikitin (22 de março de 1990) é um pugilista russo, medalhista olímpico. 

## Carreira
Vladimir Nikitin competiu na Rio 2016, na qual conquistou a medalha de prata no peso galo.